# Vitesse de récession
Pour les articles homonymes, voir Vitesse (homonymie) et Récession.
Cet article court présente un sujet plus développé dans : Loi de Hubble.
La vitesse de récession ou vitesse de fuite est le nom donné en astronomie à la vitesse à laquelle un objet extragalactique s'éloigne d'un observateur, due à l'expansion de l'Univers. Elle peut être calculée en observant le décalage de longueur d'onde des raies spectrales émises par l'objet, connu sous le nom de décalage vers le rouge, ou « (en) redshift ».
Cette vitesse apparente, radiale, est déduite de la formule Doppler :
{\displaystyle v_{r}=H_{0}d=cz}avec {\displaystyle v_{r}} la vitesse de récession apparente, {\displaystyle H_{0}} la valeur actuelle de la constante de Hubble, {\displaystyle d} la distance à l'objet étudié, {\displaystyle c} la vitesse de la lumière dans le vide, et {\displaystyle z} le décalage vers le rouge de l'objet, vu comme une manifestation de l'effet Doppler.
À noter que cette égalité n'est valable que pour de faibles valeurs de la vitesse de récession, et que l'interprétation par le prisme de l'effet Doppler est physiquement incorrecte puisque l'augmentation des distances entre galaxies n'est pas due à la vitesse des galaxies dans un espace fixe, mais plutôt à un étirement de l'espace lui-même, les galaxies restant fixes dans celui-ci.

## Applications
Une application de la loi de Hubble-Lemaître consiste à estimer la distance aux galaxies sur la base de mesures de leur vitesse de récession. Cependant, pour des galaxies relativement proches, la vitesse intrinsèque de la galaxie peut venir interférer avec la vitesse de récession et venir fausser les estimations de la distance de l'objet par son décalage vers le rouge. Certains cas, tels que la galaxie d'Andromède, située à 2,5 millions d'années lumières et s'approchant de la voie lactée à près de {\displaystyle 300~km~s^{-1}}et Messier 81, à 12 millions d'années lumières se rapprochant de nous à une vitesse {\displaystyle 34~km~s^{-1}} voient leur vitesse de récession apparente être négative en raison de leur vitesse intrinsèque, leur spectre d'émission n'étant plus décalé vers le rouge, mais vers le bleu.